# امیررضا دلاوری
امیررضا دلاوری (زادهٔ ۱۷ مرداد ۱۳۵۵) بازیگر سینما، تئاتر و تلویزیون اهل ایران است. وی کار خود را با فیلم متولد ماه مهر آغاز کرد.
او در سال ۱۳۷۴، نخستین کار تصویری‌اش را انجام داد که در واقع یک کلیپ موسیقی ساخته مسعود آب پرور بود و از این راه به دفاتر دیگر معرفی شد و بالاخره کار خود را با سریال‌های مهر خوبان و ترور شروع کرد؛ و با ما چند نفر چهره شد.
او جزو ۵۲۰ هنرمندی بود که از محمد سرافراز بابت انتصاب علی اصغر پورمحمدی به عنوان معاون جدید سیما قدردانی کردند.

## فیلم‌شناسی

### سینما
| سال  | عنوان                | نقش | کارگردان          | یادداشت |
| ۱۴۰۳ | شمال از جنوب غربی    |     | حمید زرگرنژاد     |         |
| ۱۴۰۲ | میرو                 |     | حسین ریگی         |         |
| ۱۴۰۱ | سلوک                 |     | عباس رافعی        |         |
| ۱۴۰۱ | پالایشگاه            |     | مهرداد خوشبخت     |         |
| ۱۴۰۰ | لختگی                |     | کاوه دهقانپور     |         |
| ۱۳۹۹ | خائن کشی             |     | مسعود کیمیایی     |         |
| ۱۳۹۹ | خانه ماهرخ           |     | شهرام ابراهیمی    |         |
| ۱۳۹۹ | تک تیرانداز          |     | علی غفاری         |         |
| ۱۳۹۹ | غیبت موجه            |     | عباس رافعی        |         |
| ۱۳۹۶ | ترانه                |     | مهدی صاحبی        |         |
| ۱۳۹۶ | حضور مخفی یک بیگانه  |     | الهام اطیابی      |         |
| ۱۳۹۶ | جاده فرعی            |     | پندار اکبری       |         |
| ۱۳۹۵ | آزاد به قید شرط      |     | حسین شهابی        |         |
| ۱۳۹۲ | فردا                 |     | مهدی پاکدل        |         |
| ۱۳۹۱ | کبریت سوخته          |     | کاظم معصومی       |         |
| ۱۳۹۱ | روز روشن             |     | حسین شهابی        |         |
| ۱۳۹۱ | چ                    |     | ابراهیم حاتمی کیا |         |
| ۱۳۹۰ | خودزنی               |     | احمد کاوری        |         |
| ۱۳۸۹ | مهتاب روی سکو        |     | فیما امامی        |         |
| ۱۳۸۹ | فقط بیست             |     | مسعود کرامتی      |         |
| ۱۳۸۸ | نفوذی                |     | احمد کاوری        |         |
| ۱۳۸۸ | مرگ یک شاعر          |     | حسن هدایت         |         |
| ۱۳۸۷ | دنده معکوس           |     | حسن فتحی          |         |
| ۱۳۸۷ | سوپ تلخ              |     | حسین قاسمی جامی   |         |
| ۱۳۸۷ | آنجا که زاده شدم     |     | مسعود آب پرور     |         |
| ۱۳۸۶ | سایاب                |     | محمدعلی سجادی     |         |
| ۱۳۸۵ | مخمصه                |     | محمدعلی سجادی     |         |
| ۱۳۸۵ | ستاره‌ها ۲: ستاره است |     | فریدون جیرانی     |         |
| ۱۳۸۲ | جنایت                |     | محمدعلی سجادی     |         |
| ۱۳۸۲ | عاشق مترسک           |     | مهدی نوربخش       |         |
| ۱۳۷۸ | متولد ماه مهر        |     | احمدرضا درویش     |         |
| ---- | -------------------- | --- | ----------------- | ------- |

### تلویزیون
| سال       | عنوان                    | نقش   | کارگردان         | یادداشت    |
| ۱۴۰۵–۱۳۹۸ | سلمان فارسی              |       | داوود میرباقری   | شبکه سه    |
| ۱۳۹۸      | وارش                     |       | احمد کاوری       | شبکه سه    |
| ۱۳۹۷      | گشت پلیس                 |       | مهرداد خوشبخت    | شبکه سه    |
| ۱۳۹۷      | هیئت مدیره               |       | مازیار میری      | شبکه تهران |
| ۱۳۹۷      | آنام                     |       | جواد افشار       | شبکه سه    |
| ۱۳۹۵      | روزهای بهتر              |       | بیژن میرباقری    | شبکه یک    |
| ۱۳۹۵      | پریا                     |       | حسین سهیلی‌زاده   | شبکه سه    |
| ۱۳۹۴–۱۳۹۸ | دورهمی                   | مهمان | مهران مدیری      |            |
| ۱۳۹۴      | یادداشت‌های یک زن خانه‌دار |       | مسعود کرامتی     | شبکه تهران |
| ۱۳۹۳      | آسمان من                 |       | محمدرضا آهنج     | شبکه افق   |
| ۱۳۹۳      | زخم                      |       | مسعود آب پرور    | شبکه سه    |
| ۱۳۹۳      | هفت سنگ                  |       | علیرضا بذرافشان  | شبکه سه    |
| ۱۳۹۲      | هوش سیاه ۲               |       | مسعود آب پرور    | شبکه سه    |
| ۱۳۹۲      | خواب بلند                |       | احمد کاوری       |            |
| ۱۳۹۲      | کلاه پهلوی               |       | ضیاءالدین دری    | شبکه یک    |
| ۱۳۹۱      | بیدارباش                 |       | احمد کاوری       | شبکه یک    |
| ۱۳۹۰      | لبه آتش                  |       | جواد افشار       |            |
| ۱۳۸۹      | ساختمان ۸۵               |       | مهدی فخیم زاده   | شبکه دو    |
| ۱۳۸۸      | مختارنامه                |       | داوود میرباقری   | شبکه یک    |
| ۱۳۸۷      | عملیات ۱۲۵               |       | بهروز افخمی      | شبکه تهران |
| ۱۳۸۷      | پاتوق                    |       | شاهین باباپور    |            |
| ۱۳۸۶      | بیداری                   |       | بهرام عظیم پور   |            |
| ۱۳۸۵      | ما چند نفر               |       | فیاض موسوی       |            |
| ۱۳۸۴      | پایان نمایش              |       | بهمن زرین پور    |            |
| ۱۳۸۳      | آهوی ماه نهم             |       | مسعود نوابی      |            |
| ۱۳۸۱      | آبی مثل دریا             |       | ابوالقاسم معارفی |            |
| ۱۳۷۸      | بگذار آفتاب برآید        |       | حسین مختاری      |            |
| ۱۳۷۶      | شن‌های کف رودخانه         |       | یوسف سیدمهدوی    |            |
| ۱۳۷۵      | کارآگاه                  |       | حسن هدایت        |            |
| ۱۳۷۴      | مهر خوبان                |       | یوسف سیدمهدوی    |            |
| ۱۳۷۴      | ترور                     |       | حسین حکمت جو     |            |
| ۱۳۷۰      | فروغ بی پایان            |       | اسماعیل پوررضا   |            |
| --------- | ------------------------ | ----- | ---------------- | ---------- |

### تله فیلم
| سال  | نام فیلم           | کارگردان       |
| ۱۳۸۹ | آینه‌ای در غبار     | ایمان افشاریان |
| ۱۳۸۹ | مرخصی              | مسعود آب پرور  |
| ۱۳۸۸ | عزیزی که ناپدید شد | منوچهر هادی    |
| ۱۳۸۸ | انتخاب سیاوش       | شاهین باباپور  |
| ۱۳۸۷ | قهرمان             | یوسف سیدمهدوی  |
| ---- | ------------------ | -------------- |

### نمایش خانگی
| سال  | عنوان         | نقش | کارگردان        | یادداشت |
| ۱۴۰۱ | خون‌سرد        |     | امیرحسین ترابی  |         |
| ۱۴۰۱ | یاغی          |     | محمد کارت       |         |
| ۱۴۰۱ | درمانگر       |     | امین حسین پور   |         |
| ۱۴۰۱ | آهوی من مارال |     | مهرداد غفارزاده |         |
| ۱۳۹۹ | ام شو         |     | مجید صالحی      |         |
| ---- | ------------- | --- | --------------- | ------- |

### تئاتر
| عنوان تئاتر                 | سال ساخت | کارگردان         |
| --------------------------- | -------- | ---------------- |
| وقتی کبوترها ناپدید شدند    | ۱۳۹۸     | هستی حسینی       |
| تراس                        | ۱۳۹۸     | مسعود کرامتی     |
| تئاتر سعدی، تابستان سی و دو | ۱۳۹۵     | حسین کیانی       |
| همه فرزندان خانم آغا        | ۱۳۸۹     | حسین کیانی       |
| شام با دوستان               | ۱۳۹۲     | آیدا کیخایی      |
| الو ببخشید…                 | ۱۳۷۷     | سیروس همتی       |
| هفت کردار                   | ۱۳۷۹     | هرمز هدایت       |
| قصیده بلند باران            | ۱۳۸۰     | حسین پارسایی     |
| برگریزان                    | ۱۳۸۱     | سیروس همتی       |
| فرات                        | ۱۳۸۲     | حسین پارسایی     |
| تنگنا                       | ۱۳۸۲     | افشین هاشمی      |
| این کدوم پنج شنبه است؟      | ۱۳۸۳     | حمیدرضا آذرنگ    |
| زنی که تابستان گذشته رسید   | ۱۳۸۳     | سیما تیرانداز    |
| تئاتر اجباری                | ۱۳۸۳     | حسین کیانی       |
| سراب                        | ۱۳۸۳     | حسین پارسایی     |
| تکیه ملت                    | ۱۳۸۴     | حسین کیانی       |
| مرگ دستفروش                 | ۱۳۸۴     | اکبر زنجانپور    |
| دن کامیلو                   | ۱۳۸۴     | کوروش نریمانی    |
| آب مرا قصه کرد              | ۱۳۸۴     | عباس غفاری       |
| زمستان ۶۶                   | ۱۳۷۵     | محمد یعقوبی      |
| شوایک                       | ۱۳۸۵     | کوروش نریمانی    |
| سکوت میراث تبار من است      | ۱۳۸۵     | علیرضا اولیایی   |
| همسایه آقا                  | ۱۳۸۵     | حسین کیانی       |
| دخترک و مرد مرده            | --       | چیستا یثربی      |
| شب مهتابی                   | ۱۳۸۰     | نادر قدرت‌فتحی    |
| دایره                       | --       | سیروس همتی       |
| انتظار                      | --       | سیروس همتی       |
| دختر گل فروش                | --       | پروانه مژده      |
| آبگوشت زهرماری              | ۱۳۸۰     | آرش آبسالان      |
| حسن سنتوری                  | ۱۳۷۹     | معصومه تقی‌پور    |
| هملت                        | ۱۳۸۱     | مجید جعفری       |
| آنتیگونه                    | ۱۳۸۱     | مجید جعفری       |
| باغ وحش شیشه‌ای              | --       | --               |
| مردی برای تمام فصول         | ۱۳۹۳     | بهمن فرمان آرا   |
| اهل قبور                    | ۱۳۸۸     | حسین کیانی       |
| بیداری خانه نسوان           | ۱۳۸۷     | حسین کیانی       |
| کابوس‌های پیرمرد خائن ترسو   | ۱۳۸۷     | نادر برهانی مرند |
| ماچیسمو                     | ۱۳۸۷     | محمد یعقوبی      |
| داستان پلکان                | ۱۳۸۸     | رضا گوران        |
| آوازیک                      | ۱۳۸۶     | پانته‌آ بهرام     |

## جوایز و نامزدی‌ها
دریافت جایزه اول بازیگری برای نمایش «شب مهتابی «از جشنواره دفاع مقدس و دریافت دیپلم افتخار برای نمایش خیابانی» فجر»
علاوه بر این‌ها سه کلیپ موسیقی به نام‌های مثنوی شهادت، مسافر و کاری از مجید اخشابی که به خاطرش جایزه گرفت.